# Guarda (distrito)
O distrito da Guarda é um distrito português, localizado no centro  do país, tendo um concelho na região norte do país. Limita a norte com o distrito de Bragança, a leste com a Espanha, a sul com o distrito de Castelo Branco, a sudoeste com o de Coimbra e a oeste com o de Viseu. O distrito toma o nome da cidade da Guarda, que lhe foi sede administrativa.
Tem uma área total de 5 518 km², sendo o 7.° distrito com a maior área de todos os distritos nacionais. Em 2022, registou uma população de 141 261 habitantes, sendo o 18.° distrito mais populoso do país. O distrito tem uma densidade populacional de 25 habitantes por km², que se dividem em 14 municípios e em 242 freguesias.

## Território

### Municípios
O distrito da Guarda subdivide-se nos seguintes catorze municípios:
- Aguiar da Beira
- Almeida
- Celorico da Beira
- Figueira de Castelo Rodrigo
- Fornos de Algodres
- Gouveia
- Guarda
- Manteigas
- Mêda
- Pinhel
- Sabugal
- Seia
- Trancoso
- Vila Nova de Foz Côa

Na atual divisão principal do país, o distrito encontra-se quase totalmente integrado na Região do Centro (Região das Beiras), embora Vila Nova de Foz Côa pertença à Região do Norte e à subregião do Douro. Os restantes concelhos compõem as subregiões da Beira Interior Norte e da Serra da Estrela, havendo ainda um pertencente a Dão-Lafões. Em resumo:
- Região do Norte
  - Douro
    - Vila Nova de Foz Côa
- Região do Centro (Região das Beiras)
  - Beira Interior Norte
    - Almeida
    - Celorico da Beira
    - Figueira de Castelo Rodrigo
    - Manteigas
    - Mêda
    - Pinhel
    - Sabugal
    - Trancoso

  - Dão-Lafões
    - Aguiar da Beira

  - Serra da Estrela
    - Fornos de Algodres
    - Gouveia
    - Guarda
    - Seia

### Cidades
- Gouveia
- Guarda
- Mêda
- Pinhel
- Sabugal
- Seia
- Trancoso
- Vila Nova de Foz Côa

### Vilas
- Aguiar da Beira
- Almeida
- Almendra (Vila Nova de Foz Côa)
- Cedovim (Vila Nova de Foz Côa)
- Celorico da Beira
- Figueira Castelo Rodrigo
- Fornos de Algodres
- Freixo de Numão (Vila Nova de Foz Côa)
- Gonçalo (Guarda)
- Loriga (Seia)
- Manteigas
- Marialva (Mêda)
- Paranhos da Beira (Seia)
- Santa Marinha (Seia)
- São Romão (Seia)
- Souto (Sabugal)
- Vila Franca das Naves (Trancoso)
- Vila Nova de Tazem (Gouveia)
- Vilar Formoso (Almeida)

## Património
- Lista de património edificado no distrito da Guarda

## População
| Totais e grupos etários | Totais e grupos etários | Totais e grupos etários | Totais e grupos etários | Totais e grupos etários | Totais e grupos etários | Totais e grupos etários | Totais e grupos etários | Totais e grupos etários | Totais e grupos etários | Totais e grupos etários | Totais e grupos etários | Totais e grupos etários | Totais e grupos etários | Totais e grupos etários | Totais e grupos etários | Totais e grupos etários |
| ----------------------- | ----------------------- | ----------------------- | ----------------------- | ----------------------- | ----------------------- | ----------------------- | ----------------------- | ----------------------- | ----------------------- | ----------------------- | ----------------------- | ----------------------- | ----------------------- | ----------------------- | ----------------------- | ----------------------- |
|                         | 1864                    | 1878                    | 1890                    | 1900                    | 1911                    | 1920                    | 1930                    | 1940                    | 1950                    | 1960                    | 1970                    | 1981                    | 1991                    | 2001                    | 2011                    | 2021                    |
|                         | 214 510                 | 233 203                 | 251 940                 | 264 531                 | 274 372                 | 259 386                 | 259 804                 | 295 663                 | 307 667                 | 282 606                 | 213 147                 | 205 631                 | 188 165                 | 179 961                 | 160 939                 | 142 974                 |
| i)                      |                         |                         |                         | 91 675                  | 96 460                  | 87 920                  | 89 502                  | 99 264                  | 97 074                  | 85 093                  | 57 315                  | 46 083                  | 33 996                  | 24 331                  | 18 204                  | 13 352                  |
| ii)                     |                         |                         |                         | 47 759                  | 47 641                  | 45 352                  | 49 546                  | 50 343                  | 53 553                  | 46 633                  | 31 630                  | 33 498                  | 26 225                  | 23 359                  | 15 533                  | 12 263                  |
| iii)                    |                         |                         |                         | 107 792                 | 111 450                 | 105 649                 | 109 487                 | 123 088                 | 129 713                 | 124 253                 | 93 300                  | 89 897                  | 88 093                  | 87 214                  | 80 783                  | 68 224                  |
| iv)                     |                         |                         |                         | 13 768                  | 15 702                  | 16 211                  | 18 602                  | 20 481                  | 24 028                  | 26 627                  | 28 475                  | 36 153                  | 39 851                  | 45 057                  | 46 419                  | 49 159                  |

 i) 0 aos 14 anos; ii) 15 aos 24 anos; iii) 25 aos 64 anos; iv) 65 e mais anos	
★	Obs. Até 1950 há diferenças entre a soma dos grupos etários e o total. Isso é devido ao facto de terem sido seguidos critérios diferentes no apuramento de dados ("população residente" e "população presente")

## Política

### Eleições legislativas
| Ano  | %       | D       | %    | D   | %      | D      | %       | D       | %           | D           | %   | D   | %    | D  | %    | D   | %    | D   | %   | D   | %    | D    | %   | D   | %       | D       | % | D | %  | D  | %  | D  |
| Ano  | PPD/PSD | PPD/PSD | PS   | PS  | CDS-PP | CDS-PP | MDP/CDE | MDP/CDE | PCP/APU/CDU | PCP/APU/CDU | UDP | UDP | AD   | AD | FRS  | FRS | PRD  | PRD | PSN | PSN | B.E. | B.E. | PAN | PAN | PSD CDS | PSD CDS | L | L | CH | CH | IL | IL |
| ---- | ------- | ------- | ---- | --- | ------ | ------ | ------- | ------- | ----------- | ----------- | --- | --- | ---- | -- | ---- | --- | ---- | --- | --- | --- | ---- | ---- | --- | --- | ------- | ------- | - | - | -- | -- | -- | -- |
| 1975 | 33,3    | 3       | 28,2 | 2   | 19,5   | 1      | 3,6     | –       | 2,9         | –           | –   | –   |      |    |      |     |      |     |     |     |      |      |     |     |         |         |   |   |    |    |    |    |
| 1976 | 25,7    | 2       | 25,1 | 2   | 32,1   | 3      |         |         | 2,9         | –           | 1,1 | –   |      |    |      |     |      |     |     |     |      |      |     |     |         |         |   |   |    |    |    |    |
| 1979 | AD      | AD      | 26,2 | 1   | AD     | AD     | APU     | APU     | 5,4         | –           | 0,8 | –   | 60,3 | 4  |      |     |      |     |     |     |      |      |     |     |         |         |   |   |    |    |    |    |
| 1980 | AD      | AD      | FRS  | FRS | AD     | AD     | APU     | APU     | 5,0         | –           | 0,7 | –   | 60,5 | 4  | 26,3 | 1   |      |     |     |     |      |      |     |     |         |         |   |   |    |    |    |    |
| 1983 | 31,3    | 2       | 33,5 | 2   | 23,7   | 1      | APU     | APU     | 4,9         | –           | 0,4 | –   |      |    |      |     |      |     |     |     |      |      |     |     |         |         |   |   |    |    |    |    |
| 1985 | 33,5    | 2       | 23,1 | 2   | 19,2   | 1      | APU     | APU     | 5,2         | –           | 0,8 | –   | 10,9 | –  |      |     |      |     |     |     |      |      |     |     |         |         |   |   |    |    |    |    |
| 1987 | 59,8    | 4       | 21,8 | 1   | 6,5    | –      | 0,3     | –       | 3,3         | –           | 0,3 | –   | 2,0  | –  |      |     |      |     |     |     |      |      |     |     |         |         |   |   |    |    |    |    |
| 1991 | 58,4    | 3       | 26,8 | 1   | 5,9    | –      |         |         | 2,2         | –           | –   | –   | 0,8  | –  | 1,3  | –   |      |     |     |     |      |      |     |     |         |         |   |   |    |    |    |    |
| 1995 | 39,9    | 2       | 43,6 | 2   | 9,9    | –      | 2,3     | –       | 0,5         | –           |     |     | 0,4  | –  |      |     |      |     |     |     |      |      |     |     |         |         |   |   |    |    |    |    |
| 1999 | 39,2    | 2       | 43,3 | 2   | 9,8    | –      | 3,2     | –       |             |             | –   | –   | 1,1  | –  |      |     |      |     |     |     |      |      |     |     |         |         |   |   |    |    |    |    |
| 2002 | 48,5    | 2       | 34,7 | 2   | 9,6    | –      | 2,2     | –       |             |             | 1,2 | –   |      |    |      |     |      |     |     |     |      |      |     |     |         |         |   |   |    |    |    |    |
| 2005 | 34,6    | 2       | 46,7 | 2   | 6,9    | –      | 2,9     | –       | 3,4         | –           |     |     |      |    |      |     |      |     |     |     |      |      |     |     |         |         |   |   |    |    |    |    |
| 2009 | 35,6    | 2       | 36,0 | 2   | 11,2   | –      | 3,3     | –       | 7,6         | –           |     |     |      |    |      |     |      |     |     |     |      |      |     |     |         |         |   |   |    |    |    |    |
| 2011 | 46,3    | 3       | 28,3 | 1   | 11,2   | –      | 3,5     | –       | 3,3         | –           | 0,6 | –   |      |    |      |     |      |     |     |     |      |      |     |     |         |         |   |   |    |    |    |    |
| 2015 | CDS     | CDS     | 33,8 | 2   | PSD    | PSD    | 4,0     | –       | 7,4         | –           | 0,9 | –   | 45,6 | 2  | 0,3  | –   |      |     |     |     |      |      |     |     |         |         |   |   |    |    |    |    |
| 2019 | 34,4    | 1       | 37,6 | 2   | 5,0    | –      | 3,0     | –       | 7,8         | –           | 1,6 | –   |      |    | 0,5  | –   | 1,5  | –   | 0,6 | –   |      |      |     |     |         |         |   |   |    |    |    |    |
| 2022 | 33,5    | 1       | 45,1 | 2   | 2,2    | –      | 1,8     | –       | 3,1         | –           | 0,7 | –   | 0,5  | –  | 8,0  | –   | 1,9  | –   |     |     |      |      |     |     |         |         |   |   |    |    |    |    |
| 2024 | AD      | AD      | 31,9 | 1   | AD     | AD     | 1,6     | –       | 34,1        | 1           | 2,7 | –   | 1,0  | –  | 1,4  | –   | 18,6 | 1   | 2,3 | –   |      |      |     |     |         |         |   |   |    |    |    |    |